# Gare Union de Durand
Pour les articles homonymes, voir Durand.
La  Gare union de Durand  est une gare ferroviaire historique, située à Durand, dans l'état du Michigan aux États-Unis. La gare ouvre en 1903, passe au feu en 1905 et sera reconstruite peu après. La gare est abandonnée par le Grand Tronc  en 1974, pour devenir musée en 1979 .

## Situation ferroviaire

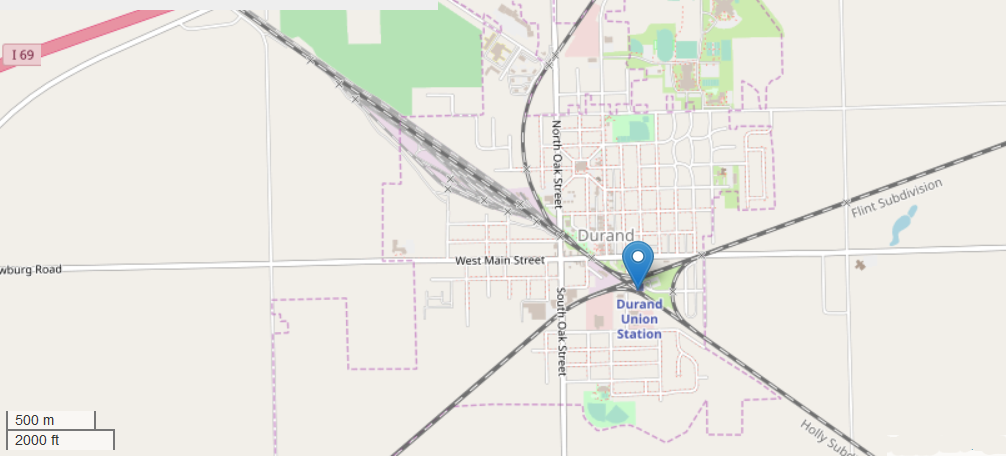
Carte montrant la gare de triage, la gare Union et les voies.

La gare voyait un trafic ferroviaire important car les chemins de fer Grand Trunk Western et Ann Arbor Railroad se croisaient à cet endroit. 
La gare avait deux rotondes ferroviaires (pour l'Ann Arbor et le Grand Tronc), une tour à charbon, un château d'eau et des stocks de bétail. En particulier, la rotonde du Grand Tronc était la deuxième à 360 degrés en Amérique du Nord, après Montréal. La rotonde du Grand Tronc a été démolie dans les années 1960, et le personnel a été réaffecté à Battle Creek ou à Port Huron, mais le chemin de fer avait oublié de leur en aviser. Le personnel de Durand arrive au travail un jour pour retrouver la rotonde dans une pile de débris 
.
La tour à charbon existe encore sur les lieux; le chemin de fer avait décidé de la démolir. On embauche une équipe de démolition, mais celle-ci remarque que le boulet de démolition a rebondi contre la structure. On décide au lieu l'enlever les rails au-dessous et de laisser la tour en place .
En 2019, la gare sert encore de jonction, jonction de l'échangeur de lignes principales très fréquentées des subdivisions Flint et Holly du chemin fer Canadien National, ainsi que le Great Lakes Central Railroad et le Huron and Eastern Railway. Il y a aussi une gare de triage juste au nord pour les trois chemins de fer.

## Service des voyageurs

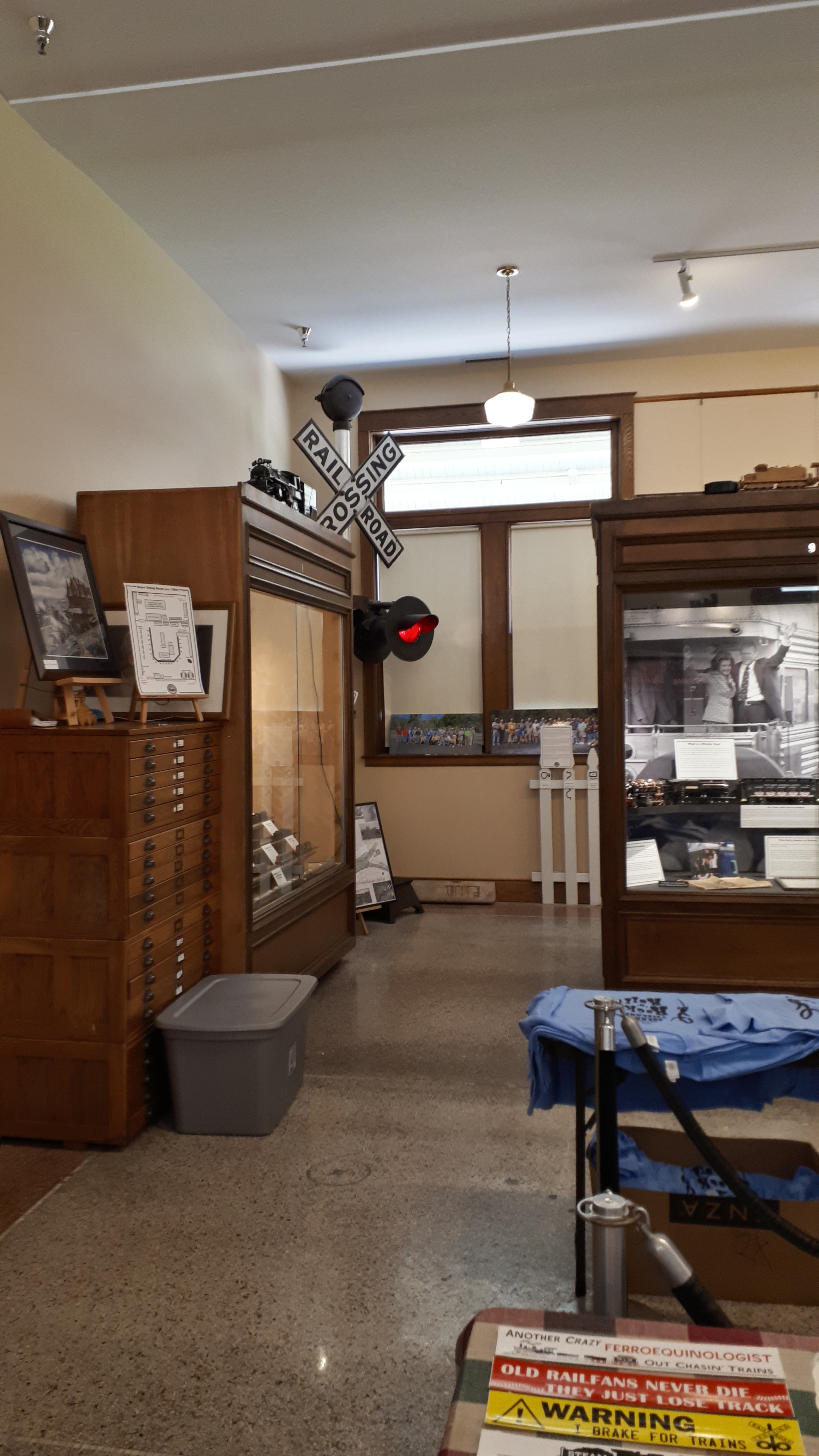
Section du musée. Notez les empreintes circulaires sur le sol où se trouvaient les tabourets du café

Depuis sa construction en 1903 et jusqu'aux années 1920, la gare servait environ 3000 passagers par jour. Elle avait une équipe d'une vingtaine d'employées pour aider les passagers dès l'arrivée d'un train avec leurs bagages et autres besoins .
Comme gare importante, elle avait des salles destinées aux bagages et au fret, à part des services passagers. Notons aussi, la gare est construite avant l'adoption commune des wagons-restaurants. Ainsi, elle avait un restaurant somptueux pour répondre aux besoins alimentaires des passagers (et des résidents locaux). Dès l'arrivée en gare du train, on n'avait qu'en moyenne 30 minutes avant le départ du train. Il existait aussi un café, séparé par un mur, étant beaucoup moins luxueux, avec un comptoir en forme de U. Ce café servait des aliments pouvant être cuits rapidement, tel que des hamburgers ou des hot-dogs, ainsi que des aliments froids comme des sandwichs. Le restaurant est supprimé de la gare vers la fin des années 1920, mais le café persiste jusqu'aux années 1960 . 
La gare servait aussi de point de départ pour les soldats durant les deux guerres mondiaux. On avait aussi la capacité de loger des soldats au troisième étage, dans un grenier sans chaleur et rencontrant souvent de la fumée et de la poussière de charbon des trains passants. La gare avait des chariots à bagages spéciaux pour accepter les dépouilles des soldats morts en guerre .

### Amtrak
La gare sert encore les trains d’Amtrak en 2019 . Le Blue Water d'Amtrak en direction est vers Port Huron et en direction ouest vers Chicago fait des arrêts quotidiens à la Durand Union Station . Un arrêt de train sans personnel (avec un code de gare DRD), Amtrak emmène 12 250 en gare en 2011 . Deux trains passent par jour, un départ pour Chicago à 8h30 et retour à 21h30 tous les jours de l'année, sauf en cas de retard météorologique. Une installation sans personnel, sans billetterie sur place; on peut acheter des billets dans un kiosque électronique dans le hall, par téléphone ou en ligne .
Quand Amtrak a utilisé la gare pour la première fois en 1974, il n'y avait pas de lumières sur le quai, nécessitant le comité d'entretien d'utiliser les phares de leurs voitures en guise d'éclairage quand le train arrivait deux fois par jour; le hall n'était pas encore chauffé, donc des radiateurs au kérosène ont été utilisés .
Amtrak était un élément clé pour garder le dépôt ouvert pendant les premières années du musée (sinon il aurait été démoli et un simple abri aurait été utilisé). Le service d'Amtrak n'est pas interrompu depuis le début de la Bluewater Limited en 1974 .

## Service de fret
La gare avait des salles d'entreposage du fret et du courrier, avec des balances spéciaux permettaient de calculer les frais d'expédition. La gare servait de point de tri du courrier à destination partout au Michigan et servait aussi de point d'expédition important de périodiques .

## Histoire
Nommé au début Vernon Center, les chemins de fer arrivent sur les lieux du petit village durant la fin des années 1850. L’expansion rapide des chemins de fer incite l’incorporation de la ville de Durand en 1887  .

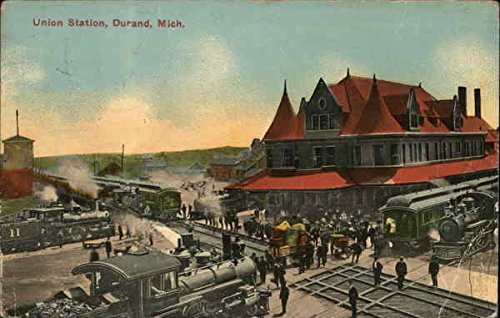
La gare vers 1912.

Au deuxième étage de l'édifice se trouvaient les bureaux du Grand Tronc, des télégraphistes du chemin de fer et du Western Union, ainsi que des bureaux du chemin de fer Ann Arbor pour un certain temps. Sans système de circulation d'air, il faisait chaud au deuxième étage l'été; on ouvre les fenêtres mais de la fumée et de la suie entrent quand le train s'arrête en-dessous des fenêtres . La gare avait aussi une glacière, selon des photos au musée .
La gare subit deux accidents mortels; en avril 1903 une défaillance des freins à air détruit le train de cirque du "Wallace Brothers Circus", faisant 26 morts ainsi que la perte de plusieurs animaux. En juillet 1923, le train spécial des Chevaliers templiers a déraillé à Durand, faisant cinq morts .
L'incendie du 17 avril 1905 a commencé dans la chaufferie. Le chemin de fer a ordonné que les tuyaux des pompiers au-dessus des voies soient enlevés pour permettre au train express de passer. En effet, le train était en retard et le bâtiment a brûlé. Il a été reconstruit en utilisant des plans originaux en 5 mois, avec une réouverture en septembre 1905 .

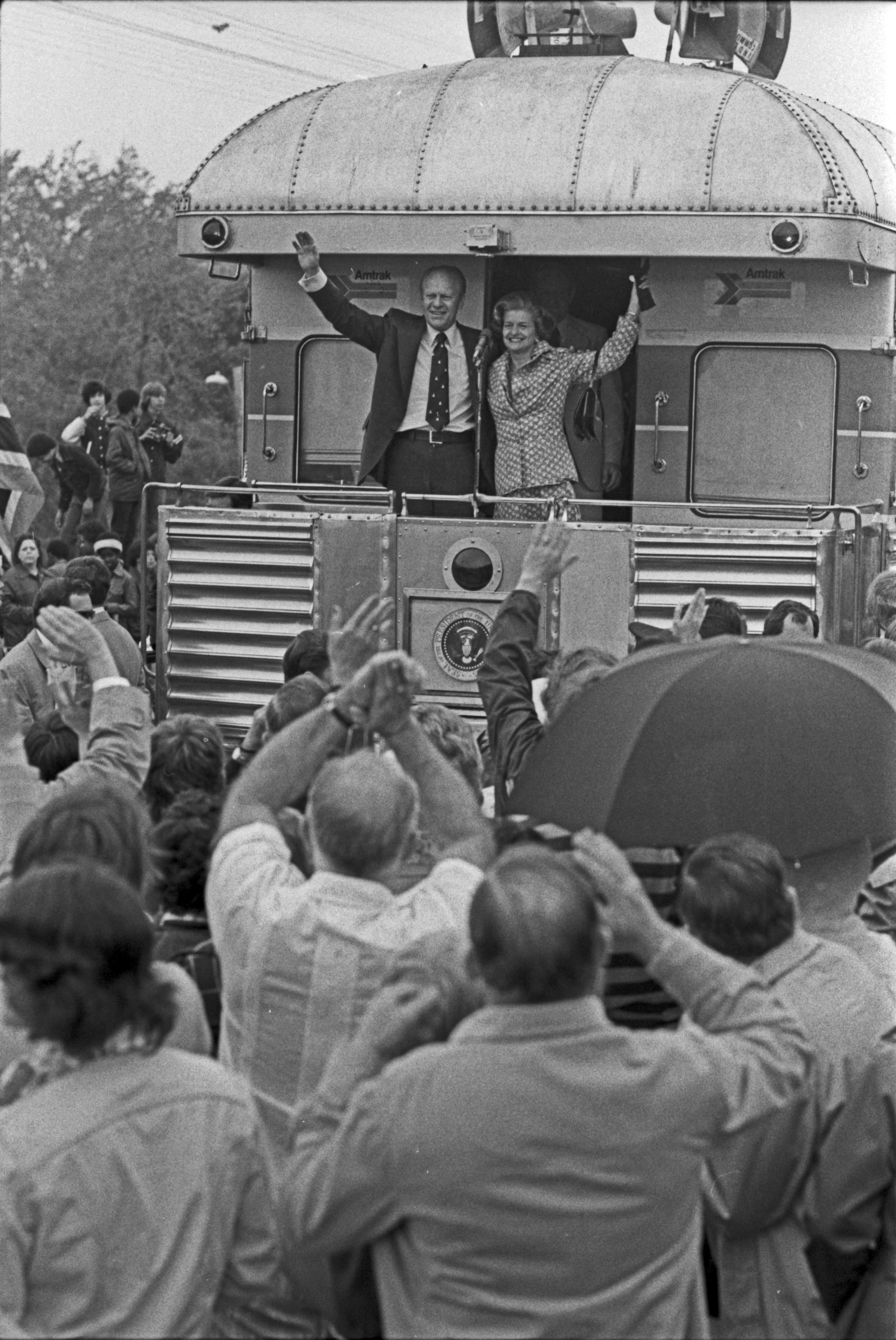
Gerald et sa femme Betty lors de sa tournée en 1976 à la gare.

Le dernier train de passagers tiré par une locomotive à vapeur aux USA quitte la gare le 27 mars 1960, marquant la fin d'une époque ,.
Après des années d'expansion , le déclin progressif du trafic passager par train amène le Grand Tronc à vouloir fermer la gare. En 1974, la ville du Durand achète la gare pour un dollar pour la préserver .
Le train de Gerald Ford s'arrête à la gare lors de sa campagne pour l'Élection présidentielle américaine de 1976 .

## Patrimoine
La gare est construite en style Château, produit des architectes Frederich Spier and William C. Rohns. Construite avec des briques de granit du Missouri et de la pierre de taille Bedford, le bâtiment est couronné avec un toit en ardoise. L'extrémité ouest de la gare, à tourelle avec une porche circulaire, fait face à l'ancienne ligne principale du chemin de fer du Grand Tronc. À l'intérieur, nous remarquons les planchers en terrazzo, les murs avec lambris de marbre au rez-de-chaussée et de boiseries en chêne un peu partout dans l'édifice .
La gare est ajoutée au Registre national des lieux historiques en 1971 .

### Description d'intérieur

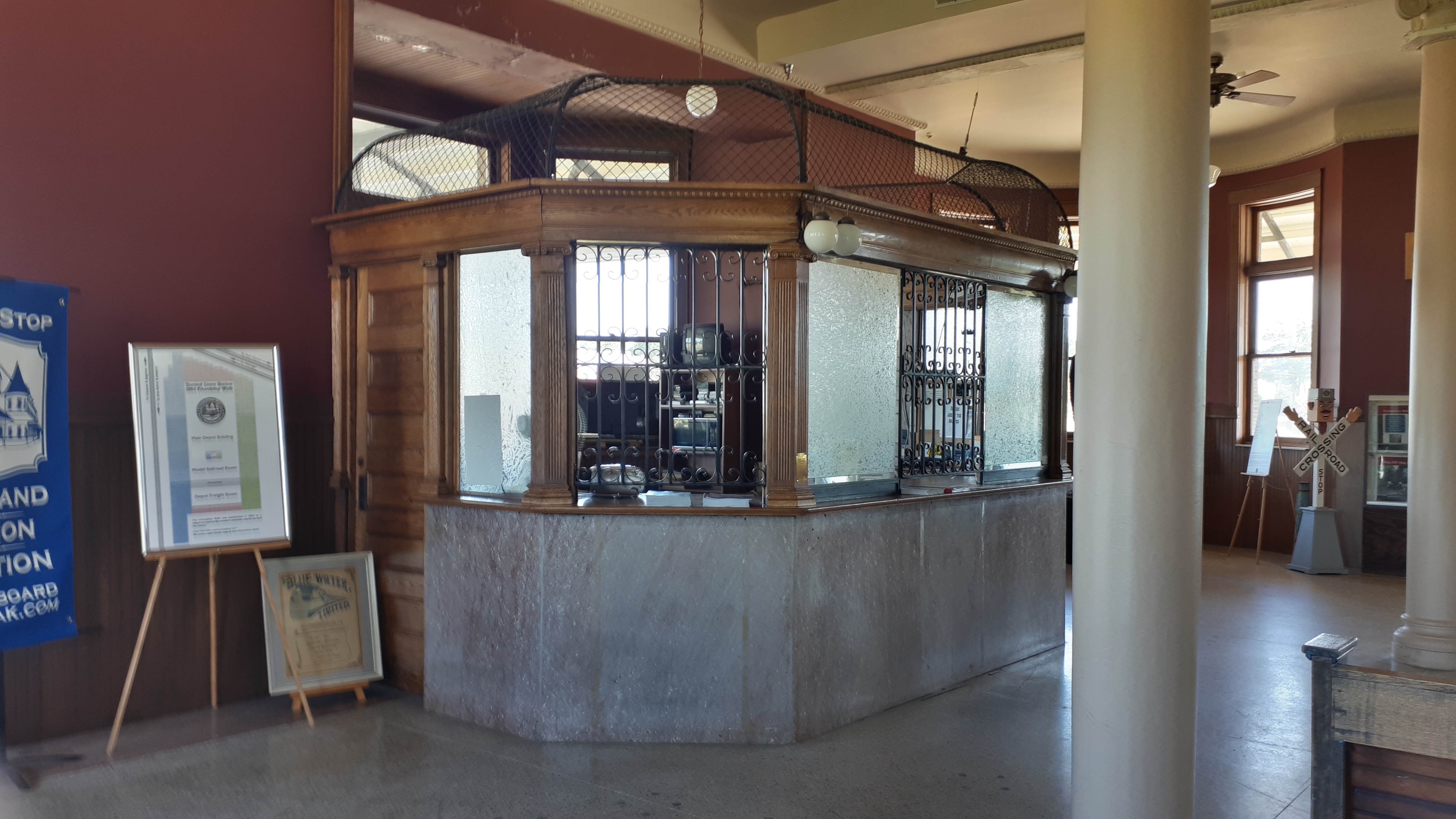
Cage à billets de la gare, vue en 2019.

A l'intérieur, la cage à billets dans le hall est d'origine pour le GT, mais ce n'est pas la cage de billets d'origine pour la gare. On ne sait pas quand l'original a été remplacé ; des marques au plancher montrent qu'une cage beaucoup plus grande occupait cet espace.
De 1903 à environ 1920, le lobby voit le passage de 3000 personnes au quotidien. Ceci a lentement décliné à mesure que l'automobile prenait le relais, puis à nouveau dans les années 50, alors que le réseau routier inter-États et le transport aérien commercial devenaient populaires .
Les étages supérieurs de la gare ont été conçus pour être des bureaux fonctionnels. Le personnel avait l'habitude de faire passer une corde à piano le long du couloir (la gare vibrait à l'approche du train et on pouvait donc dire à quelle distance le train était en écoutant le changement des vibrations dans la corde) .
L'emplacement des bureaux allait changer à mesure qu'un nouveau chef de gare arrive. Il décidait quels bureaux il voulait pour lui et pour son personnel .
Le bâtiment repose sur un terrain triangulaire, entourée de tous les côtés par les rails du Canadien National. La moitié ouest est utilisée par la gare et son stationnement. Les secteurs est et sud se trouvent dans des terres marécageuses qui ne sont actuellement pas utilisées par le public. Depuis 2019, la Société de développement économique du Michigan fait une collecte de fonds pour améliorer un espace envahi par les mauvaises herbes (aussi en forme de triangle) le long du chemin Ann Arbor menant à la gare pour créer un endroit vert servant d'un parc et de lieu de pique-nique .

### Restoration
Le gare devient musée depuis la fondation de l'équipe patrimonial (Durand Union Station Incorporated, DUSI) en 1974, en guise de projet historique local du bicentenaire américain. Lent à redémarrer, un vrai essai a commencé à prendre effet en 1979 et la restauration a commencé en 1982. Devenu musée ferroviaire officiel du Michigan 1991, le DUSI possède la collection du musée, mais bâtiment de la gare appartenant à la ville de Durand .

### En vedette
Une image de la gare se voit sur le réfrigérateur de Sheldon Cooper dans un épisode du The Big Bang Theory, télévisé en 2017 (Sheldon étant un amateur de trains) .